# La brocca rotta
(György Lukács, La tragedia di Heinrich von Kleist)
La brocca rotta (in tedesco: Der zerbrochne Krug) è una commedia scritta da Heinrich von Kleist. 
Kleist concepì l'idea della commedia nel 1802, guardando un'incisione a casa di Heinrich Zschokke intitolata Le juge, ou la cruche cassée e tentando di crearci sopra una storia assieme ad alcuni suoi amici. Il primo a rappresentare la commedia fu Goethe nel 1808.
La brocca rotta deride la fallacità della natura umana e del sistema giuridico. Come nell'Edipo re anche qui vi è la colpevolezza del giudice, ma a differenza della tragedia di Sofocle, la sua colpevolezza è svelata al pubblico dal principio.

## Trama
La commedia racconta la storia di Adam, giudice del villaggio olandese di Huisum, che deve guidare un processo per scoprire il colpevole della rottura di una brocca a casa di sua cugina Marthe e della sua giovane figlia Eve, aiutato dal suo cancelliere Licht (Luce) e sotto la supervisione straordinaria del consigliere di giustizia Walter da Utrecht. 
Durante la commedia si viene a scoprire che la rottura della brocca di cui viene inizialmente imputato Ruprecht, il fidanzato di Eve, altro non è che una metafora per coprire la perdita della verginità di Eve. Il gioco insieme comico e tragico è che, con il procedere degli interrogatori e delle testimonianze, diventa sempre più palese che il colpevole è il giudice Adam, il quale, pur facendo di tutto per impedire che si scopra la verità, incalzato dal consigliere Walter e tradito da Licht, è costretto infine a scendere dal seggio e scappare senza la parrucca. Il giudice alla fine viene smascherato e si scopre che quella fatidica notte aveva giaciuto con Eve e rotto la brocca tentando la fuga dalla sua camera dopo l'irruzione dello stesso Ruprecht. 
La commedia termina con la fuga e l'inseguimento del giudice e con la nomina del viscido Licht a suo sostituto.

## Temi e simboli

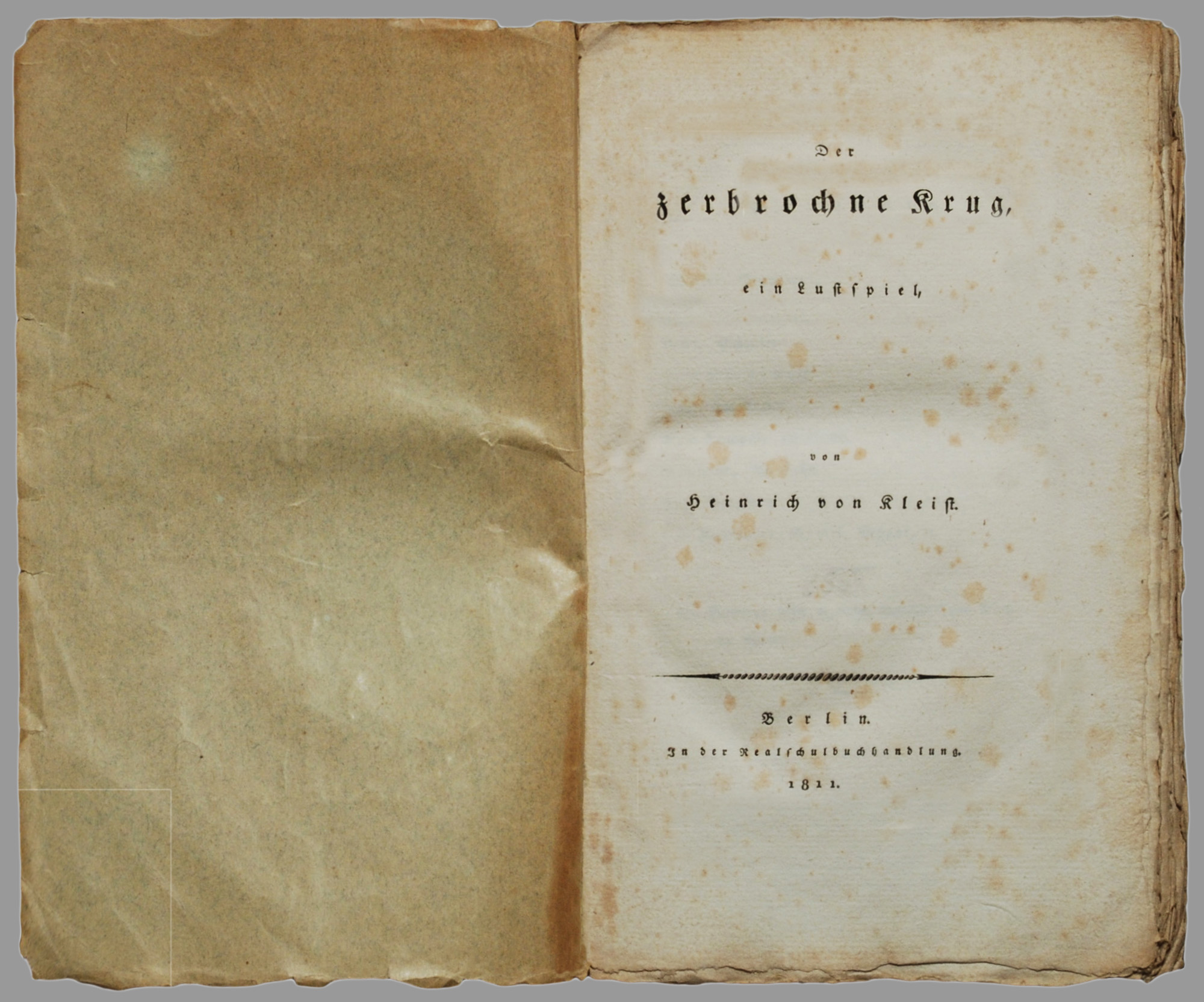
La brocca rotta, prima edizione 1811.

La brocca rotta - Questa immagine centrale che dà il titolo alla commedia è intimamente legata alla perdita della castità di Eve.
La commedia - La maggior parte della comicità è incentrata su giochi di parole e sulle  idee con le quali sono presentati.
La verità - Kleist è intrigato dall'idea kantiana di essere inabili a conoscere ciò che sia realmente vero. La commedia mostra le due idee contrastanti: che è reale solo ciò che si può vedere e toccare (Ruprecht) e che le apparenze possono ingannare e che ci può essere una verità più profonda (Eve).
Vita rurale - Per gli abitanti del piccolo villaggio rurale Adamo è la massima e intangibile autorità. L'idea che egli possa essere colpevole viene a Walter, lo straniero, e a Licht, l'intelligente segretario.
Simbologia onomastica - I nomi dei personaggi sono estremamente simbolici: Adam ed Eve in rapporto alla Caduta e all'idea di tentazione. La commedia stravolge i ruoli della caduta originaria in quanto è Adam, l'uomo, che è corrotto e che corrompe l'innocente Eve; Licht (ted: "la luce") scopre la verità sulla rottura della brocca, portando letteralmente luce sulla situazione; Walter, dal verbo tedesco walten che significa "regna la giustizia").
Ne La brocca rotta «abbiamo un quadro grandioso della Prussia di allora, presentata, non importa se per ragioni politiche o estetiche, sotto l'aspetto di un'Olanda patriarcale [...] come in Michael Kohlhaas, l'essenziale è la distruzione artistica dell'idillio romantico del "buon tempo antico". I soprusi della giustizia patriarcale nelle campagne, le angherie inflitte ai contadini dalle autorità, la profonda diffidenza dei contadini verso tutto ciò che viene "dall'alto", il loro sentimento che dalle autorità ci si può proteggere soltanto con la corruzione e l'inganno [...] tutto ciò dà un eccellente quadro realistico delle campagne prussiane di allora».